# 三上良二
三上 良二（みかみ りょうじ、1904年8月25日 - 没年不詳）は、日本の映画監督、脚本家である。本名熊谷 了二（くまがい りょうじ）。優秀な助監督から早期に監督に昇進、佳作を生み出し、牧野省三亡きあとのマキノ・プロダクションを支えた。

## 来歴・人物
1904年（明治37年）8月25日、東京都に生まれる。1919年（大正8年）3月、旧制荏原中学校（現在の日本体育大学荏原高等学校）4年修了、1923年（大正12年）7月、法政大学本科を1年次で中退し、関東大震災後の1924年（大正13年）、京都の日活関西撮影所現代劇部の監督部に入社した。
三枝源次郎に師事、助監督をつとめていたが、1928年（昭和3年）4月で日活を退社、同年5月に南光明、根岸東一郎とともにマキノ・プロダクション御室撮影所に入社した。同社では4歳下のマキノ正博の助監督をつとめ、わずか数か月で監督に昇進、24歳のとき、自らのオリジナル脚本による『新聞』で監督としてデビュー、同作は同年9月21日に公開された。
1929年（昭和4年）、5本目の監督作『勝鬨の唄』が公開になった直後の7月25日、同社の代表・牧野省三が亡くなり、牧野の長男・正博を中心とした新体制が9月に発表になる。監督部の末席・瀧澤憲（のちの滝沢英輔）の次にその名がつらねられた。翌1930年（昭和5年）はまさに同社の戦力となり、8本を監督したが、同年末には、同社の賃金の未払い問題からストライキが起こった。
年が明けて1931年（昭和6年）1月15日には、金森万象・稲葉蛟児・滝沢英輔・久保為義とともに三上も名をつらねた、同社の若手監督5名の共同監督作品『真田十勇士』が公開される。しかし、同社はあえなく解散の方向へと散った。三上は1932年（昭和7年）、マキノ正博プロデュースのもと、柏木一雄との共同監督作品『武士の妻』を手がけるが、このマキノ商会は続かなかった。
1933年（昭和8年）、木下トーキープロダクションで村田実脚本を得て、『ホロリ涙の一ト雫』というトーキーを撮るが、その後、日活東京撮影所に入社、1936年（昭和11年）3月には山根啓司の下で製作部に所属していた。その7年後、つまり1942年（昭和17年）1月の日活の大映への合併後の1943年（昭和18年）には、朝日映画社でアニメーション映画『ニッポンバンザイ』の構成をしたという記録が残っているが、その後の消息はわからない。

## フィルモグラフィ

### 日活大将軍撮影所新劇部
1926年 助監督
- 紙人形春の囁き　監督・編集溝口健二、原作・脚本田中栄三、主演山本嘉一、島耕二

### マキノ・プロダクション御室撮影所
1928年 監督
- 新聞　原作・監督・脚本　撮影木村角山、主演新見映郎、三保松子、荒尾静一
- 兄貴　監督・脚本　原作岡文夫、撮影大森伊八、主演秋田伸一、荒尾静一、都賀静子、水谷蘭子、根岸松枝

1929年
- スキー行進曲　原作・監督　脚本瀬川与志、撮影石野誠三、主演荒尾静一、秋田伸一、北岡よし江
- 銀座王　監督・脚本　原作川浪良太、共同脚本瀬川与志、撮影若宮広三、主演東郷久義、砂田駒子
- 勝鬨の唄　監督・脚本　撮影田辺憲治、主演津村博、多見一枝
- 級友　原作・脚本八田尚之、撮影若宮広三、主演秋田伸一、岡島艶子

1930年
- 特急本塁打　原作・脚色・主演根岸東一郎、撮影野村金吾、共演東條猛、寺井幾夫、菅野七郎、都賀清司、塚口四郎、山口多賀志、川田弘三、早川麗子、三好絹子
- 草に祈る　総指揮マキノ正博、原作桜井忠温、脚色阪田重則、撮影若宮広三・野村金吾、主演津村博、都賀一司、都賀静子、東郷久義、松浦築枝、早川麗子
- 学生三代記 天保時代　共同監督阪田重則・松田定次、原作・脚本松本健二郎、撮影三木稔・松浦茂・大森伊八、主演根岸東一郎、マキノ登六、新見映郎、和田咲子
- 砲声轟く　原作山川武夫、脚本阪田重則、撮影野村金吾、主演速見稔、横沢四郎、都賀静子、新見映郎
- 少年戦線　指導マキノ正博、原作大倉桃郎、脚色・潤色根岸東一郎、撮影野村金吾、主演水谷正一、松浦築枝、都賀一司、荒木忍、三保松子、三好絹枝、速見稔
- 須磨の仇浪　原作・脚色・出演根岸東一郎、撮影野村金吾、主演東郷久義、三保松子、浦路輝子、谷崎十郎、荒木忍
- 侠骨日記　原作・監督・脚本　撮影野村金吾、主演東郷久義、桜木梅子、児島武彦
- やきもち合戦　撮影山本雅久、主演中根龍太郎、浦路輝子、都賀一司、早川麗子

1931年
- 真田十勇士　製作マキノ正博、共同監督金森万象・稲葉蛟児・滝沢英輔・久保為義、原作八田尚之、脚本藤田潤一、撮影松浦茂・大塚周一・木村角山・大森伊八・野村金吾・下村健二、出演南光明、谷崎十郎、沢村国太郎、桂武男、松浦築枝、桜木梅子
- 不景気大征伐　原作・監督・脚本　撮影野村金吾、主演東郷久義、都賀静子、浦路輝子
- 親爺天国　原作・脚本八田尚之、撮影野村金吾、主演東郷久義、三谷幸子、北岡よし江

### マキノ以降
- 武人の妻　1932年　総指揮マキノ正博、共同監督柏木一雄、原作神谷京太郎、脚本赤沢大助、撮影佐竹三男・石野誠三・加瀬久、録音映音商会技術部、主演マキノ正美、毛利安子　※マキノ商会、配給音映商会
- ホロリ涙の一ト雫　1933年　原作南部僑一郎、脚本村田実、撮影池戸正享、主演仲上八洲子、青木光子、石川秀道　※木下トーキープロダクション、配給ユノキ映画社
- ニッポンバンザイ　1943年　構成　共同構成永富映次郎、漫画作画前田一・木村一郎・浅野匠、原案米山忠雄、音楽飯田景応・若松巌　※朝日映画社、アニメーション映画

## 註
1. 1 2 3  キネマ旬報社[1976], p.382.
2. ↑  1929年 マキノ・プロダクション御室撮影所 所員録、立命館大学、2008年1月28日閲覧。